# ITV威爾士和西部

2013年時的ITV威爾士和西部的播出地區，橙色是ITV威爾士、紫色是ITV西部的播出地區

ITV威爾士和西部（ITV Wales and West，前身是HTV）是英國的一家擁有獨立電視網特許經營權的電視播出機構。不過實際上無論在過去還是現在，英國都沒有一家名為ITV威爾士和西部的電視頻道。這是因為ITV威爾士和西部擁有兩個地區的獨立電視網特許經營權執照，且在這兩個地區內分別以不同頻道名稱播出電視節目（ITV Cymru Wales和ITV West Country）。自2014年1月開始，這兩個地區的播出執照一分為二，在威爾士地區改為ITV威爾斯，在西南英格蘭地區則改為ITV西部。兩個播出執照仍然由ITV廣播公司持有，而前HTV公司在法律上的名稱亦未有變化。
威爾斯國家圖書館儲存有1958年以來的約20萬部ITV影片。

## 外部連結
- itv.com上《ITV Wales 》的資料